# Генерална унија
Генерална унија је била финансијски снажно париско друштво које је градило и финансирало прву железницу у Србији и кредитирало српску државу.
Када је влада Милана Пироћанца решила 1881. да гради железницу у Србији, најбоље финансијске и друге услове понудила је Генерална унија, мада се, изгледа, помогла и подмићивањем, па је добила посао финансирања, изградње и експлоатације пруге Београд—Врање. Трошкови градње уговорени су на 71,4 милиона динара, а зајам на укупно 100 милиона.
Са Генералном унијом српска држава склопила је марта 1881. године још један уговор о зајму. Његова основна сврха била је исплата дела старих државних дугова из српско-турских ратова и консолидација државних финансија (2/3 зајма) и финансирање изградње железничке пруге Београд-Врање, у делу који је падао на терет српске државе (1/3 зајма). Номинални износ зајма био је 33 милиона динара, а ефективни 24,6 милиона, што даје курс од 74,5%. Камата је уговорена на укупно 5% годишње, а рок отплате на 50 година. Камата се делила на купонски део од 3% и на део од 2% који се делио лутријски.
Директор Уније Евжен Бонту је 1881. предложио влади Србије уговор којим би Генерална унија стекла право да формира привилеговану Народну банку Србије, која би, поред монетарне улоге, радила кредитне и друге банкарске послове.
Јануара 1882. године банкротирала је Генерална унија, због напада конкурената и неуспешне одбране на берзи, а њен директор Бонту допао је француског затвора. На помолу је била велика штета за Србију, јер се у поседу Генералне уније налазило српских државних обвезница за 42,9 милиона динара, док је потраживање Уније према Србији било само 8,4 милиона. Министар финансија Чедомиљ Мијатовић одмах је отишао у Париз и тамо постигао споразум са банком Есконтни контоар, којим је избегнута штета по Србију: један део обвезница Србија је добила назад (9 милиона динара), за један део дуга (12 милиона) Есконтни контоар је пристао да обави грађевинске радове на железници, док је за остатак од 12,8 милиона потраживања Србије било сигурно да ће бити наплаћени из стечајне масе. Ова афера изузетно је узбуркала јавност у Србији тога доба.